# Landes-Vieilles-et-Neuves
Landes-Vieilles-et-Neuves è un comune francese di 139 abitanti situato nel dipartimento della Senna Marittima nella regione della Normandia

## Società

### Evoluzione demografica
Abitanti censiti